# Dimness Profound
Albums de Luna ad Noctum
Lunar Endless Temptation
(2001) Sempiternal Consecration
(2004)
Dimness Profound est le premier véritable album studio du groupe de black metal symphonique polonais Luna ad Noctum. L'album est sorti en novembre 2002 sous le label polonais Pagan Records.
La sortie de cet album a permis au groupe de gagner en popularité. À la suite de la sortie de Dimness Profound, Luna ad Noctum a commencé à effectuer des tournées en dehors de la Pologne.
Une vidéo a été tournée pour le titre The last Coldest Sunset, qui est le titre le plus connu de cet album et l'un des plus connus de toute leur discographie pour l'instant. Il s'agit du titre le plus souvent joué en live lors des concerts du groupe. Cependant, la version vidéo a été raccourcie à 3:35 alors que le titre dure 5:20 environ.

## Musiciens
- Adrian Nefarious : Chant, Basse
- Thomas Infamous : Guitare
- Blasphemo Abyssum Invocat : Guitare
- Noctivagus Ignominous : Claviers
- Dragor Born In Flames : Batterie

## Liste des morceaux
1. Dimness prologue (intro) 1.47
2. Traitor of Sadness & Grief 5.10
3. An ancient Splendour 4.44
4. The last Coldest Sunset 5.18
5. Moonlit Sanctum 5.25
6. The Mirror of our Curse 5.37
7. Mental Spirit & Flesh 3.34
8. The Evil's God (await us) 6.07
9. Her Raven's Aura (outro) 1.04